# Aplogompha
Aplogompha là một chi bướm đêm thuộc họ Geometridae.

## Các loài
- Aplogompha angusta  Dyar, 1914
- Aplogompha argentilinea  Schaus, 1911
- Aplogompha argentilinearia
- Aplogompha aurifera  Thierry-Mieg, 1904
- Aplogompha auripunctaria
- Aplogompha chotaria  Schaus, 1898
- Aplogompha costimaculata  (Warren, 1900)
- Aplogompha frena  Dognin, 1899
- Aplogompha joevinaria  (Schaus, 1923)
- Aplogompha laeta  Warren, 1905
- Aplogompha lafayi  (Dognin, 1889)
- Aplogompha noctilaria  (Schaus, 1901)
- Aplogompha obscura
- Aplogompha oppletaria
- Aplogompha opulenta  (Thierry-Mieg, 1892)
- Aplogompha riofrio  (Dognin, 1889)
- Aplogompha saumayaria  (Schaus, 1923)
- Aplogompha yerna  Dognin, 1899